# Koncert w lesie
Koncert w lesie (ros. Лесной концерт, lesnoj koncert) – radziecki krótkometrażowy film animowany z 1953 roku w reżyserii Iwana Iwanow-Wano powstały na motywach bajki Siergieja Michałkowa.

## Animatorzy
Grigorij Kozłow, Konstantin Czikin, Lidija Riezcowa, Faina Jepifanowa, Władimir Arbiekow, Tatjana Fiodorowa, Jourij Butyrin, Nadieżda Priwałowa

## Obsada (głosy)
- Marija Mironowa
- Gieorgij Millar
- Erast Garin